# Карлофорте
Карлофо̀рте (на италиански: Carloforte; на сардински: Carluforte, Карлуфорте, на местен диалект U Pàize, У Пайзе) е пристанищно градче и община в Южна Италия, провинция Южна Сардиния, автономен регион Сардиния.

## География
Разположено е на 10 метра надморска височина на остров Сан Пиетро (San Pietro – Свети Петър), отстоящ на 7 километра югозападно от о-в Сардиния.
Територията на община Карлофорте съвпада с целия остров Сан Пиетро. Населението на общината е 6420 души към 2010 г.